# محوطه رباط جهان‌آباد
محوطه رباط جهان‌آباد مربوط به سده ۳ تا ۷ ق است و در شهرستان مشهد، بخش احمدآباد، روستای جهان‌آباد واقع شده و این اثر در تاریخ ۱۷ اسفند ۱۳۸۱ با شمارهٔ ثبت ۷۶۱۵ به‌عنوان یکی از آثار ملی ایران به ثبت رسیده است.